# Ruchy frykcyjne
Ruchy frykcyjne (łac. frictio „tarcie”) – rytmiczne ruchy posuwisto-zwrotne, jakie wykonuje penis w pochwie lub odbycie, w trakcie stosunku płciowego. Celem tych ruchów jest wzajemne pocieranie się prącia i ścian pochwy lub odbytu, a co za tym idzie, stopniowe ich pobudzenie, czego końcowym efektem jest osiągnięcie orgazmu. Ruchy frykcyjne w zależności od pozycji mogą być wykonywane przez partnera aktywnego, przez partnera pasywnego lub przez oboje partnerów seksualnych jednocześnie.